# Wet op de geneesmiddelenvoorziening
De Wet op de geneesmiddelenvoorziening was van 1958 tot 2007 met de invoering van de geneesmiddelenwet de wet waarin de geneesmiddelvoorziening in Nederland geregeld werd. De wet kwam in de plaats van de wet van 1 juni 1865 regelende de uitoefening der artsenijbereidkunde.
De Wet op de geneesmiddelenvoorziening betrof alle apothekers, apotheekhoudende instellingen en artsen. De wet had als doelstelling het bewaken en bevorderen van de kwaliteit van het bereiden en afleveren van medicatie door de apotheker (en diens assistent(en)). Zo bepaalde de wet dat een ziekenhuis met meer dan driehonderd bedden verplicht is een apotheker in dienst te hebben. In een kleiner ziekenhuis moet een gevestigd apotheker zorgen voor de geneesmiddelenvoorziening of dit moet onder zijn toezicht door de apothekersassistenten gebeuren. Het bestuur van het ziekenhuis moet ervoor zorgen dat de medicatie zorgvuldig wordt bewaard en behandeld.